# Frank Jackson
Pour les articles homonymes, voir Frank Jackson (basket-ball) et Jackson.
Frank Cameron Jackson, né le 31 août 1943 à Melbourne, est un philosophe australien. Il est professeur émérite de l’université nationale australienne (ANU), où il fut directeur de l’école de recherche en sciences sociales. En 2007-2008, il a également été invité régulièrement à donner des cours en tant que professeur à l'université de Princeton. Ses recherches portent principalement sur la philosophie de l'esprit, sur l’épistémologie, sur la métaphysique, et sur la méta-éthique.

## Biographie
Frank Jackson est né en 1943. Son père, Allan Cameron Jackson était également un philosophe et était l’étudiant de Ludwig Wittgenstein.
Jackson a étudié les mathématiques et la philosophie à l’université de Melbourne et a obtenu son doctorat en philosophie à l'université de La Trobe. Il a enseigné à l’université d'Adélaïde pendant un an en 1967. En 1978, il est devenu directeur du département de philosophie à l'université Monash. En 1986, il a rejoint l'ANU en tant que professeur de philosophie et directeur du programme de philosophie de l’école de recherche en sciences sociales. À la ANU, il a occupé le poste de directeur de l’institut des hautes études de 1998 à 2001 et de vice-recteur adjoint en 2001. Il a été nommé professeur émérite à l'ANU en 2003. Il est maintenant affecté à mi-temps à l'université de Princeton et à mi-temps à l'ANU.
Jackson a obtenu la médaille du Centenaire en 2001. Jackson a été récompensé par le grade d'officier de l'ordre d'Australie en 2006 pour ses services rendus à la philosophie et aux sciences sociales en tant qu’universitaire, en tant que représentant administratif, et en tant que chercheur. Jackson a participé aux conférences John Locke à l'université d'Oxford en 1994-1995. Son père avait participé aux conférences en 1957-1958, ce qui fait d’eux le premier couple père-fils à y participer.

## Travaux
Les investigations philosophiques de Jackson couvrent un large champ disciplinaire, mais se concentrent néanmoins sur la philosophie de l'esprit, sur l’épistémologie, sur la métaphysique, et sur la méta-éthique.
En philosophie de l’esprit, Jackson est connu, entre autres choses, pour l’argument de la connaissance contre le physicalisme – la conception selon laquelle l’univers est entièrement physique, c’est-à-dire constitué uniquement des entités qu’on postule en physique. Jackson soutient l’argument de la connaissance par une expérience de pensée connue qu’on peut appeler « la chambre de Mary ». Voici comment Jackson exprime l’expérience de pensée :

« Marie est une brillante scientifique qui est forcée, peu importe pour quelle raison, d’étudier le monde depuis une chambre noire et blanche par le moyen d’un écran de télévision en noir et blanc. Elle se spécialise dans la neurophysiologie de la vision et nous supposerons qu’elle acquiert toutes les informations physiques qu’il y a à recueillir sur ce qui se passe quand on voit des tomates mûres ou le ciel, et quand nous utilisons des termes comme « rouge », « bleu », etc. Par exemple, elle découvre quelle combinaison de longueurs d’onde provenant du ciel stimule la rétine, et comment exactement cela produit, via le système nerveux central, la contraction des cordes vocales et l'expulsion d'air des poumons qui aboutissent à la prononciation de la phrase : « Le ciel est bleu ». [...]
Que se produira-t-il quand Marie sortira de sa chambre noire et blanche ou si on lui donne un écran de télévision couleur ? Apprendra-t-elle quelque chose, ou non ? Il semble tout à fait évident qu’elle apprendra quelque chose sur le monde et sur notre expérience visuelle du monde. Mais alors on ne peut pas ne pas dire que son contenu de connaissance était incomplet. Mais elle avait toutes les informations physiques. Donc, il en faut plus, et le physicalisme est faux. »

Jackson utilise l’argument de la connaissance, parmi d’autres arguments, pour établir une forme de dualisme. Selon ce dualisme, certains états mentaux, particulièrement les états mentaux qualitatifs sont non-physiques. La conception que Jackson encourageait était une version modeste de l’épiphénoménisme – la théorie selon laquelle certains états mentaux, bien qu’ils ne soient pas physiques, et même si leur existence est causée par des événements physiques, ne causent aucun changement dans le monde physique. Cependant, Jackson a depuis rejeté l’argument de la connaissance, ainsi que d’autres arguments contre le physicalisme :

« La plupart des philosophes contemporains, s’ils doivent choisir entre aller avec la science et aller avec les intuitions, vont avec la science. Même s'il fut un temps où j'ai divergé de la majorité, j’ai capitulé et je me dis maintenant que le problème intéressant, c’est de savoir comment les arguments intuitifs à l’encontre du physicalisme – ces arguments qui semblent si puissants – nous poussent à nous tromper. »

Jackson soutient que les arguments contre le physicalisme qui reposent sur l’intuition (comme l’argument de la connaissance et l’argument des zombies) sont au bout du compte trompeurs.
Jackson est aussi connu pour sa défense de l’importance centrale que joue l’analyse conceptuelle en philosophie. Il a établi dans sa conférence John Locke, puis dans son livre de 1998, From Metaphysics to Ethics: A Defense of Conceptual Analysis, son approche de la philosophie. C'est cette approche à laquelle on fait référence quand on parle du « programme Canberra » (Canberra Plan).

### Articles
Une liste partielle des publications académiques de Jackson.
- 1975 « Grue », Journal of Philosophy.
- 1979 « On Assertion and Indicative Conditionals », Philosophical Review.
- 1982 « Epiphenomenal Qualia », Philosophical Quarterly.
- 1982 « Functionalism and Type-Type Identity Theories », Philosophical Studies, avec Robert Pargetter et Elizabeth Prior.
- 1984 « Weakness of Will », Mind.
- 1984 « Petitio and the Purpose of Arguing », Pacific Philosophical Quarterly.
- 1985 « On the Semantics and Logic of Obligation », Mind.
- 1986 « Oughts, Options, and Actualism », Philosophical Review, avec Robert Pargetter.
- 1986 « What Mary didn't Know », Journal of Philosophy.
- 1988 « Functionalism and Broad Content », Mind, avec Philip Pettit.
- 1990 « In Defence of Folk Psychology », Philosophical Studies, avec Philip Pettit.
- 1991 « Decision-theoretic Consequentialism and the Nearest and Dearest Objection », Ethics.
- 1998 « A Problem for Expressivism », Analysis, avec Philip Pettit.
- 2001 « Conceptual Analysis and Reductive Explanation », Philosophical Review, avec David Chalmers.
- 2003 « Mind and Illusion », Minds and Persons.

### Ouvrages
- 1977 Perception: A Representative Theory.
- 1991 Conditionals. Recueil d'articles réunis par Jackson.
- 1996 The Philosophy of Mind and Cognition, avec David Braddon-Mitchell.
- 1998 From Metaphysics to Ethics: A Defense of Conceptual Analysis. L'ouvrage où Jackson défend sa vision du bidimensionnalisme.
- 1998 Mind, Method, and Conditionals: Selected Essays. Recueil d’articles.

### Littérature secondaire
- 2001 David Lodge, Pensées secrètes. Roman dont le thème central est explicitement l'expérience de pensée de la chambre de Mary, et où Jackson fait une apparition.
- 2003 James Franklin, Corrupting the Youth: A History of Philosophy in Australia. Le chapitre 9 porte entre autres sur Jackson.
- 2004 There's Something About Mary. Recueil d'articles sur l'argument de la connaissance, avec les articles, une préface et une conclusion de Jackson. Articles sélectionnés par Peter Ludlow, Yujin Nagasawa, et Daniel Stoljar.

### Documentaire
- 1996 Brainspotting est une série documentaire de Channel 4, où l'expérience de pensée de la chambre de Mary est mise en scène.